# Lijst van afleveringen van Lost
De lijst van afleveringen van de Amerikaanse televisieserie Lost is onderverdeeld in de volgende artikelen per televisieseizoen:
- Lijst van afleveringen van Lost (seizoen 1)
- Lijst van afleveringen van Lost (seizoen 2)
- Lijst van afleveringen van Lost (seizoen 3)
- Lijst van afleveringen van Lost (seizoen 4)
- Lijst van afleveringen van Lost (seizoen 5)
- Lijst van afleveringen van Lost (seizoen 6)